# Жабрій
Жабрій (Galeopsis) — рід квіткових рослин родини глухокропивові (Lamiaceae).

## Опис
Це однорічні рослини. Стебло розгалужене, здебільшого вкрите щетинистими, рідше м'якими волосками. Квітки сидячі з ланцетними приквітничками, які закінчуються остюками, зібрані у кільця. Чашечка трубчасто-дзвоникувата, з десятьма жилками і п'ятьма зубцями. Віночок двогубий: верхня губа шоломоподібна, нижня — трилопатева, середня частка її при основі з двома порожнистими горбочками.

## Поширення
Рід поширений в Європі і Азії. Деякі види інтродуковані в Північній Америці і Новій Зеландії. В Україні зростає 5 видів, переважно на узліссях, в лісах по чагарниках та як бур'ян по полях та засмічених місцях, переважно у лісових та лісостепових районах.

## Види
1. Galeopsis × acuminata Rchb.
2. Galeopsis bifida Boenn.
3. Galeopsis × carinthiaca Porsch ex Fiori
4. Galeopsis × haussknechtii Ludw.
5. Galeopsis ladanum L.
6. Galeopsis × ludwigii Hausskn.
7. Galeopsis nana Otsch.
8. Galeopsis × polychroma Beck
9. Galeopsis pubescens Besser
10. Galeopsis pyrenaica Bartl.
11. Galeopsis reuteri Rchb.f.
12. Galeopsis segetum Neck.
13. Galeopsis speciosa Mill.
14. Galeopsis tetrahit L.
15. Galeopsis × wirtgenii F.Ludw. ex Briq.